# Freek Mestrini
Freek Mestrini (* 12. September 1946 in Terwinselen) ist ein niederländischer Musiker und Komponist. Er ist Eigentümer des Wertach Musikverlages.

## Leben
Mestrini begann mit sechs Jahren in der Muziekvereniging St. Callistus in Terwinselen Trompete zu spielen, über das Harmonieorkest Staatsmijn Wilhelmina gelangte er zum Militärorchester der Königlich-niederländischen Marine, wo er 1964 bis 193 Solotrompeter war.
Mestrini studierte Musik in Kerkrade und Antwerpen. Von 1964 bis 1973 war er auch Trompeter beim Opernorchester Rotterdam. Im Anschluss war er über 20 Jahre lang 1. Flügelhornist des Blasorchesters Original Egerländer Musikanten. Er schreibt bis heute Kompositionen und Arrangements für Blasorchester. Mestrini ist internationaler Wertungsrichter, Dozent und Seminarleiter im Fach Trompete und Flügelhorn.
1994 gründete er seinen eigenen Musikverlag. Im gleichen Jahr eröffnete er ein Ladengeschäft in Kaufbeuren im Allgäu. Der Name des Verlages leitet sich vom Fluss "Wertach" ab, der durch die Stadt Kaufbeuren fließt. Mittlerweile sind über 700 verlagseigene Werke in diesem Musikverlag erschienen.

## Kompositionen (Auszug)
- Böhmischer Diamant (Polka)
- In aller Freundschaft (Polka)
- So klingt's in Böhmen (Polka)
- Darinka-Polka (Polka)
- Daheim in Böhmen (Polka)
- Das ist uns’re Polka (Polka)
- Böhmische Gemütlichkeit (Walzer)
- Moravia Polka (Polka)